# Magyarország és a NATO kapcsolatai
Magyarország és a NATO kapcsolatai a magyarországi rendszerváltással gyökeresen megváltoztak, megszűnt a korábbi négy évtizedes hidegháborús szembenállás. A rendszerváltás folyamatában számos javaslat merült fel Magyarország biztonságpolitikájának irányára: semlegesség, módosított katonai szövetség a Szovjetunióval, közép-európai biztonsági régió, önálló védelem, összeurópai biztonsági rendszer az Európai Biztonsági és Együttműködési Szervezet keretében, valamint a Nyugat-európai Unióhoz és a NATO-hoz való csatlakozás.
A csatlakozás Magyarország védelmi képességeinek biztosítása szempontjából elengedhetetlen és igen előnyös volt. Korszerű és finanszírozható honvédség kizárólag a NATO
keretei között volt létrehozható. A NATO a védelem garantálása mellett a stabilitást,
a demokrácia megerősítését jelentette, egyúttal a nemzeti érdekek érvényesítését
is. Magyarország részt vesz a szervezet döntéshozatalában, a stratégiaalkotásban. A szomszédos államok nagy része is belépett a szervezetbe, így hagyományos biztonsági fenyegetettségtől a határaink mentén nem kell tartani. A nem hagyományos kihívásokra – terrorizmus, aszimmetrikus hadviselés – pedig a NATO-tagságból fakadóan könnyebben készülhet az ország.

## A csatlakozási folyamat
Az első lépéseket Magyarország még a Varsói Szerződés tagjaként tette meg 1988 novemberében, amikor Horn Gyula, akkori magyar külügyi államtitkár beszédet mondott az Észak-atlanti Közgyűlés hamburgi ülésén és kiemelte a NATO szerepét az amerikai és az európai földrészek közötti viszonyban. idézi .
1990. február 20-án a Politikatudományi Társaság külpolitikai ankétot rendezett Horn Gyula 
akkori külügyminiszter, Jeszenszky Géza, az MDF és Szabó Miklós, az SZDSZ külpolitikai szakértője részvételével. Horn Gyula ezen a fórumon az MSZP képviseletében kifejtette a magyar NATO-csatlakozás szükségességét, ami nagy hazai és nemzetközi sajtóvisszhangot kapott.
1990. június 27-én Jeszenszky Géza akkori külügyminiszter hivatalos látogatást tett a NATO brüsszeli központjában.
1991. októberében Antall József miniszterelnök beszédet mondott Brüsszelben a NATO miniszteri tanácsának ülésén, ahol kiemelte, hogy a NATO rendelkezett stratégiával egy szovjet támadás elhárítására, de a bipoláris rendszer felbomlását követő nemzetközi helyzetre nem készült fel. idézi 
1991 decemberében Magyarország a Varsói Szerződés többi volt tagállamával együtt  tagja lett az Észak-atlanti Együttműködési Tanácsnak (NACC, az Euro-atlanti Partnerségi Tanács előzménye), amelyet a NATO a volt ellenfelekkel való kapcsolat, rendszeres konzultáció fórumaként hozott létre.
1992 áprilisában Horn Gyula, mint az MSZP elnöke és parlamenti képviselője, önálló indítványban kezdeményezte, hogy az Országgyűlés folytasson vitát Magyarország NATO-hoz való csatlakozása érdekében. Az MDF azonban ezt nem támogatta, mert még inkább a magyar semlegesség pártján volt; a Magyar Nemzet publicistája a NATO-csatlakozást Horn „személyes ügyének” nevezte.
1993 nyarán a NATO a szokásos munkaműhely-találkozóját első alkalommal tartotta meg a Varsói Szerződés egyik volt tagállamában, Magyarországon. Antall József az ott elmondott beszédében hitet tett Magyarország euroatlanti integrációja mellett.
Magyarország 1994. február 8-án csatlakozott a Békepartnerség (Partnership
for Peace, PfP) programhoz. A Magyar Honvédség katonái és tisztjei a NATO szervezésében külföldi továbbképzéseken vettek részt. 1995. januárjában nagykövet vezetésével létrejött a Szövetség központja területén működő, NATO melletti önálló magyar összekötő iroda, Magyarország Állandó Képviselete a NATO mellett.
A balkáni IFOR/SFOR NATO-művelet 1995. decemberi beindításától 2004. végi lezárásáig Magyarország befogadó támogatást nyújtott a műveletben szolgáló NATO- és partnerországi kontingenseknek, és saját egységekkel is vett részt a küldetésben.
A Horn-kormány 1996 januárjában jelentette be Magyarország csatlakozási
szándékát a NATO-hoz. 1997-ben a NATO madridi csúcstalálkozója meghívta Magyarországot a csatlakozási tárgyalások megkezdésére. A NATO-csatlakozásról szóló népszavazást 1997. november 16-án tartották, ezen a szavazati joggal rendelkező lakosság 49,2 százaléka jelent meg, és a szavazók 85,3 százaléka a csatlakozást támogatta.
Ezt követően kezdődött meg a csatlakozás részleteit kidolgozó tárgyalássorozat, amelynek nyomán 1999. január végére befejeződött a NATO-tagállamokban a csatlakozási szerződés ratifikációja, és a magyar parlament beiktatta a csatlakozásról szóló 1999. évi I. törvényt). 1999. március 12-én Magyarország – Lengyelországgal és Csehországgal együtt – a NATO tagjává vált, és csatlakozott a katonai parancsnokság déli szárnyához.

## Magyarország haderejének és védelmi kiadásainak alakulása a csatlakozás után
A belépéskor Magyarország hadereje 55 000 főt tett ki, ezután ez a haderőreform keretében
2019-re 18 000 főre csökkent és a válságkezelés irányába fordult.
A 90-es évek végén a magyar légierőnek az ország védelmének ellátásához elvileg 40 db  NATO-kompatibilis harcászati repülőgépre lett volna szüksége, de mindössze 8-9 db bevethető MiG–29-ese volt. A pilóták évente általában 60 órát, gyakran csak kevesebbet repültek, a NATO-minősítéshez viszont 200–400 repülési óra szükséges. A csapatok évente egy alkalommal vettek részt lövészeten, tüzér- és rakétaeszközökkel pedig egyáltalán nem gyakorlatoztak. A mobilitást biztosító eszközök üzemképessége alig volt értékelhető, a gépjárműpark kiöregedett.
Magyarország 1997-ben azt az ígéretet tette a NATO-nak, hogy védelmi kiadásait az 
GDP 1,44 százalékáról 2001-re 1,81 százalékra növeli. A 2002-es prágai csúcstalálkozón tett vállalásában Magyarország ezt az arányt 2006-ra 2,1 százalékra emelte volna, de erre a gazdasági nehézségek miatt nem kerülhetett sor. Egészen 2014-ig a megszorítások, elvonások jellemezték a védelmi költségvetést, különösen a 2008/2009. évi válság utáni években. A folyamatos költségvetési lefaragások miatt a 2010-es évek elején a GDP mindössze 0,8 százalékát tették ki a katonai kiadások. idézi 
A magyar kormány fokozatosan több kísérletet tett a helyzet javítására: 2012-ben elindította a Hadik-programot, elkészült a védelmi ipari stratégia (de azt végül nem fogadták el), szorgalmazta a szorosabb együttműködést a visegrádi országokkal, de komolyabb eredményeket nem sikerült elérni.
A magyar hadiipar 2012-ben 1726 főt alkalmazott, és 21,2 milliárd forint forgalmat ért el. 493 vállalkozás rendelkezett védelmi ipari tevékenységre és 169 cég külkereskedelemre is jogosító engedéllyel. Az ágazat 15,4 milliárd Ft külkereskedelmi forgalmat bonyolított le. Főleg járműalkatrészeket, elektronikai berendezéseket, lőszereket exportáltak leginkább európai államokba.(Szenes 2015) idézi 
2015-től a gazdasági helyzet javulásával Magyarország jelentősen növelni kezdte védelmi kiadásait. 2016-ban meghirdették a Zrínyi 2026 Honvédelmi és Haderőfejlesztési Programot, amiben kiemelkedő szerepet kapott az egyéni harcászati felszerelés modernizálása, az illetmények emelése és a kiszámítható életpálya megvalósítása a katonai pálya vonzóvá tétele érdekében. Emellett nagy hangsúlyt kapott mind a légi, mind pedig a szárazföldi erők haditechnikai eszközeinek fejlesztése, valamint a katonai (főleg mérnök-) képzés fejlesztése.

## NATO-beruházások Magyarországon
A NATO tagjai védelmi kiadásaik nagy részét hazájukban költik el. Vannak azonban közös képességfejlesztések is, amelyek elengedhetetlenek a szövetség működéséhez és céljai eléréséhez. Közös finanszírozásban valósul meg a brüsszeli székhely, a parancsnoki rendszer, az informatikai, híradó- és légvédelmi hálózatok működtetése, valamint a NATO Biztonsági Beruházási Programja (NATO Security Investment Programme – NSIP). Ez utóbbiba tartoznak a közös infrastruktúra fejlesztésére irányuló beruházások (például a légvédelmi, üzemanyag-vezeték-, repülőtér-hálózat). Létezik ezen kívül az úgynevezett többnemzeti finanszírozás, amelyben a gazdaságilag erősebb államok támogatják a gyengébbeket. Magyarország a légi korai előrejelző rendszer (Airborne Early Warning and Control System – AWACS) fenntartásában és fejlesztésében vesz részt további 14 tagállammal karöltve. A tagállamok a védelmi kiadásuk elenyésző, mintegy 0,3 százalékos részét költik a többnemzeti és közös finanszírozású programokra. idézi 
A tagság első húsz évében a NATO-beruházások nyomán valósult meg a pápai és a kecskeméti repülőtér, a veszprémi légi vezetési központ fejlesztése, a bánkúti és a békéscsabai háromdimenziós radar kiépítése (a Zengő hegyén ez a civil tiltakozás miatt elmaradt), a budapesti katona-egészségügyi kiválósági központ és a pápai stratégiai szállítóezred létrehozása. Ezek a beruházások jelentős hányadát képezik a Magyar Honvédség képességnövekedésének ezen időszakban.

### NATO – Stratégiai Légiszállítási Képesség

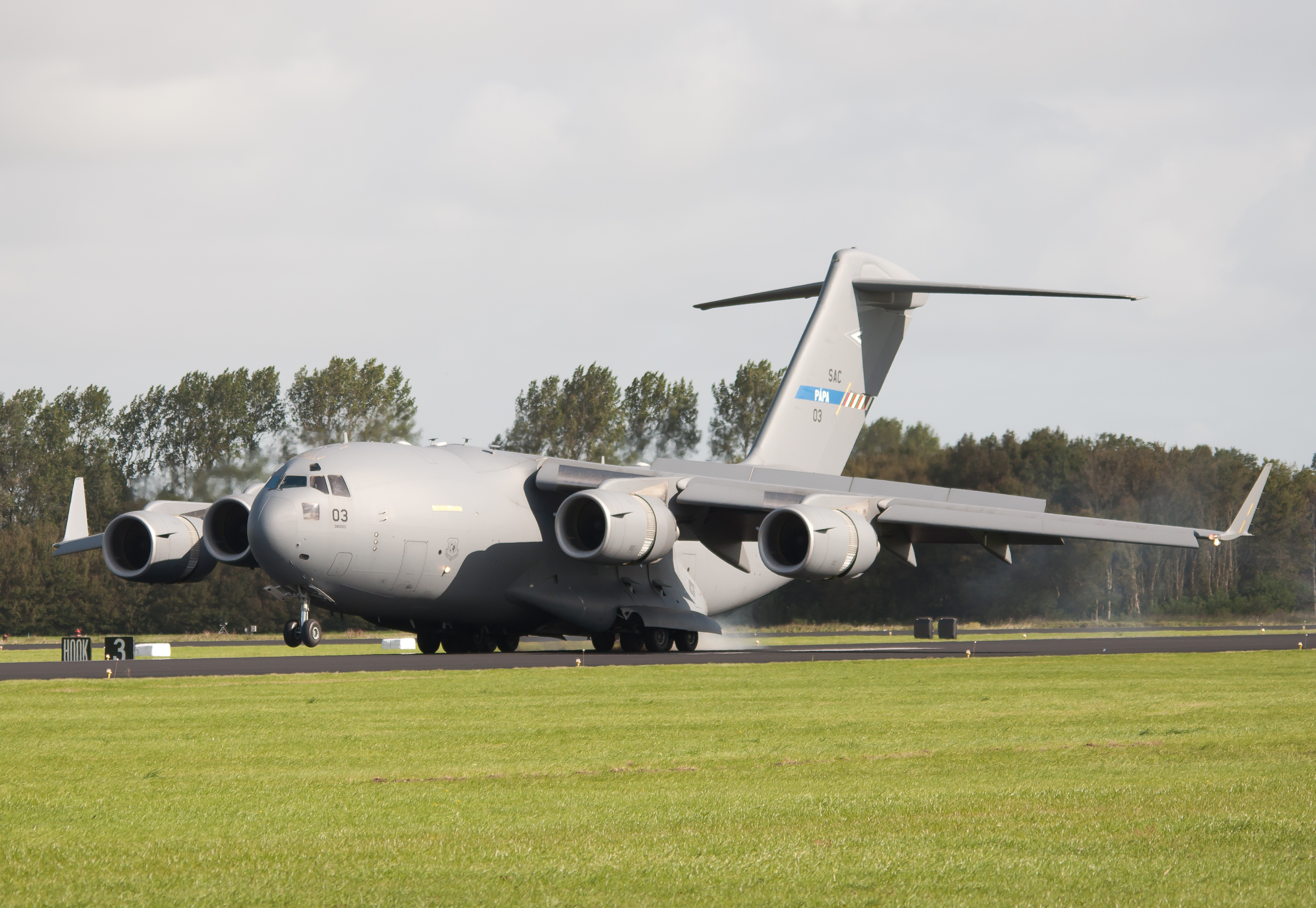
A SAC birtokában lévő három Boeing C–17 Globemaster III egyike

A Stratégiai Légiszállítási Képesség (SAC) program keretében 12 NATO-tagország, valamint az akkor még a NATO-n kívüli Svédország és Finnország három Boeing C–17 Globemaster III típusú amerikai szállító repülőgépet vásárolt és működtet közösen. A programhoz Magyarország 2006 novemberében csatlakozott. A szállító gépek állandó bázisa a pápai repülőtér, és így a gépek nyilvántartásba vétele is itt történik. Magyarország számára kiemelkedően fontos, hogy ezzel a programmal állandó NATO-létesítmény jött létre az ország területén. Emellett a példamutató multinacionális beszerzés révén hazánk olyan képességhez jutott, amit önállóan nem tudott volna megteremteni. A program kedvező hatással van Pápa és környéke gazdasági fejlődésére.

## Magyarország a válságkezelésben

A magyar KFOR egységek egy részének jelzése 2011-ben

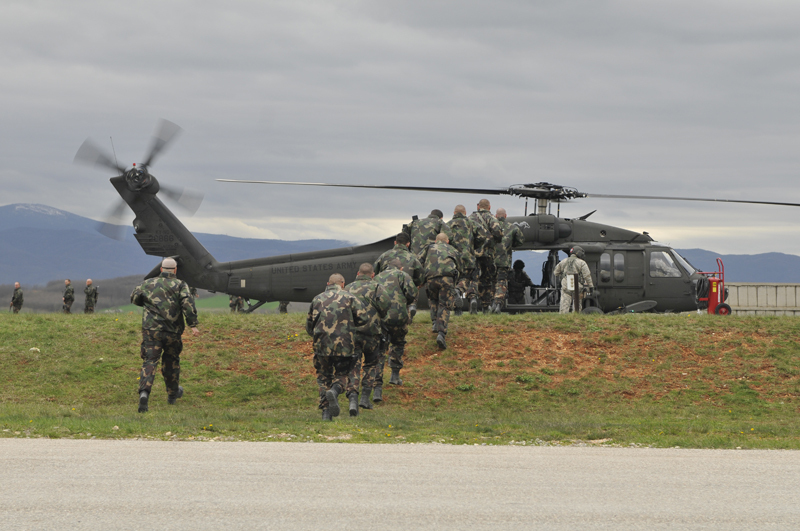
Magyar katonák közös gyakorlatozása más erőkkel Koszovóban

A délszláv háború idején, 1996-ban a Magyar Honvédség aktív részt vállalt az IFOR műveletben a Békepartnerség program keretein belül. A 415 fős katonai műszaki zászlóalj egy év alatt Boszniában és Horvátországban vasút-, út- és hídjavítást, valamint aknafelderítést végzett. A daytoni békeszerződést követően a magyar műszaki egység személyi állományának létszáma folyamatosan csökkent a 2002. évi kivonásig. Magyarország Kaposváron és Taszáron lehetőséget biztosított a NATO-nak logisztikai és légi bázis felállítására. Magyarország az IFOR/SFOR-művelet lezárását követően is részt vett a NATO szarajevói parancsnokságának munkájában.
Magyarország ünnepélyes csatlakozása után 12 nappal a NATO elindította az Allied Force hadműveletet a Szerbia és Montenegró alkotta Jugoszláv Szövetségi Köztársaság ellen. Magyarország a szárazföldi csapatok rendelkezésre bocsátására irányuló felkérést elutasította, viszont légtér- és repülőtér-használatot engedélyezett. Friss NATO-tagállamként nem kívánt részt venni a katonai akcióban, mivel tartott a vajdasági magyar lakossággal szembeni esetleges szerb megtorlásoktól.
A Balkán stabilitása Magyarország számára meghatározó, ezért az 1999-ben elkezdődött KFOR (Kosovo Force, Koszovói Erők) művelethez Magyarország jelentős erőkkel, őr- és biztosító zászlóalj, egészségügyi laboratóriumi személyzet és törzstisztek részvételével járult hozzá. Az őrző-védő zászlóalj feladatai között többek között objektum- és területvédelem, konvojkíséret, fegyverbegyűjtés és tömegkezelés szerepelt. 2017-től további erők biztosításával Magyarország a KFOR negyedik legnagyobb hozzájáruló államává vált.
Magyarország 2004-től különböző erők felajánlásával részt vett a NATO Reagáló Erők rotációs rendszerében, 2006-ban pedig belépett a korai riasztási és előrejelzési
rendszerbe (NAPMO) is.
A NATO egyik legfontosabb válságkezelő művelete a Nemzetközi Biztonsági Támogató Erő (ISAF) művelet volt, amely az ENSZ Biztonsági Tanácsának 1386. sz. határozata értelmében 2002. február 10-én kezdte meg működését Afganisztánban. Magyarország 2003-ban csatlakozott, és 2008-tól harci feladatokat is ellátott a terroristák vagy a lázadók elleni műveletekben. 2012 októberében 550 magyar honvéd teljesített ott szolgálatot. Az ISAF-misszióban Magyarország hét katonáját veszítette el. A felszerelés gyengeségei, a hazai hiányosságok, a szolgálatszabályozási anomáliák nehezítették a feladatok ellátását.
A Magyar Honvédség a NATO missziói mellett EU- és ENSZ-műveletekben is részt vett párhuzamosan. 2012 augusztusában ezekben Bosznia-Hercegovinában 160, Nyugat-Szaharában 7, Libanonban 4, Cipruson 80, Kongóban, Ugandában és Grúziában összesen 10, valamint a Sínai-félszigeten 26 magyar katona és 16 rendőr teljesített szolgálatot, idézi 
Irakban 2003–2004-ben egy logisztikai szállítózászlóalj tevékenykedett egy többnemzeti hadosztály keretében. 2005-től 2008-ig Magyarország kiképzési feladatokhoz járult
hozzá, kezdetben 20 fővel, majd csökkenő mértékben.
A NATO 2003. évi felülvizsgálat nyomán úgynevezett résképességek (olyan speciális képességek, amelyeket a tagállamok kisebb anyagi ráfordítással képesek kifejleszteni,
és támogatni tudják a szervezet válságkezelését) kiépítésére ösztönözte tagállamait. Magyarország a víztisztítás, a hadihídépítés és a katonai rendészet terére specializálódott.
2019. május 1-jétől NATO-misszió keretében Magyarország vezető nemzetként – a spanyol
és brit légierővel közösen – látta el a balti országok légtérvédelmét négy hónapon át. A Magyar Honvédség a kecskeméti légibázisról több mint 100 főt telepített át Litvániába.
A Magyarország Nemzeti Biztonsági Stratégiája és Nemzeti Katonai Stratégiája elnevezésű dokumentumok értelmében 2012-ben Magyarország számára a Balkán volt az 1. számú prioritás, Afganisztán a 2. számú prioritás a nemzetközi válságkezelésben, az Európai Unió válságkezelésében való részvétel pedig a 3. számú prioritás. Az Egyesült Nemzetek Szervezete békeműveleteihez mérsékelten, az Európai Biztonsági és Együttműködési Szervezet esetében pedig jelképesen járultunk hozzá. 2018 végén Magyarország Európában, Afrikában és Ázsiában mindent egybevetve 11 országban 12 misszióhoz adott támogatást, mintegy 900 fővel.
A magyar NATO-tagság huszadik évfordulóján, 2019-ben a visegrádi négyekkel közösen tartott jubileumi ünnepségen Orbán Viktor miniszterelnök beszédében kiemelte: „…katonáink a nehéz küldetésekben is megállták a helyüket, tisztjeink erős pillérei a NATO szervezetének, országaink gazdasági ereje lehetőséget ad, hogy meg is haladjuk a NATO-tagsággal járó vállalásainkat”. idézi 
A nemzetközi katonai missziókban való magyar részvétel költségeihez a magyar fél hozzájárulásának mértéke 70–75 százalék körül volt, mind a NATO-missziók, mind az ENSZ- és EU-műveletek esetében.(Siposné Kecskeméthy 2019b) idézi 
A válságkezelő műveletekben való részvétel a Magyar Honvédség számára sok tapasztalatot eredményezett: „élesben” bizonyította képességét válságok kezelésére. Magyarország politikai felelősséget vállalt a kontinens békéje iránt, képesnek bizonyult együttműködni más államokkal. A szövetségesek elismerően nyilatkoznak a magyar katonák tevékenységéről, 
elismeréssel nyugtázták Magyarország szövetségesi kötelezettségeinek teljesítését.

## Feszültségek Magyarország és a NATO kapcsolataiban 2022 után
A 2022-es, Ukrajna elleni orosz invázió után Svédország és Finnország úgy döntött, hogy országaik hagyományos semlegességét feladva csatlakoznak a NATO-hoz. Magyarország viszonyulása az invázióhoz általában is jelentősen eltért a NATO többi tagállamának álláspontjától, ami sok bírálatot váltott ki, a svéd és finn csatlakozás ügyében pedig Törökországgal együtt halogató álláspontot foglaltak el. Míg azonban Törökország konkrét ügyekhez kötötte az északi országok belépésének támogatását (a Törökország által terrorizmussal vádolt kurd menekültek helyzetével, valamint modern amerikai vadászgépek szállításával kapcsolatban), addig a magyar kormány csak homályos utalásokat tett a két ország Magyarországgal kapcsolatos „barátságtalan magatartására”. 2022 októberére a két állam csatlakozásának ratifikációs folyamata Törökország és Magyarország kivételével befejeződött a NATO-tagállamokban. 2023. március elején kormánypárti parlamenti képviselők csoportja utazott Stockholmba és Helsinkibe a helyzet tisztázására, majd kilátásba helyezték, hogy két héten belül sor kerül a ratifikációkra, de ez újfent elmaradt.
Közben intenzív háromoldalú tárgyalások folytak Törökország, Svédország és Finnország között a török feltételekről, amelyek részleges eredményre vezettek. Törökország bejelentette, hogy Finnországot már tudja támogatni. A magyar országgyűlés is megszavazta a finn csatlakozást, így Finnország 2023. április 4-én a NATO tagja lett.
Magyarország a NATO főtitkára, tagállamai és különösen az Egyesült Államok intenzív nyomásgyakorlása dacára egészen 2024. február végéig utolsó tagállamként akadályozta a svéd csatlakozást. Ekkor magyar szorgalmazásra a Ulf Kristersson svéd miniszterelnök Budapestre látogatott, újabb négy Gripen gép szállításáról állapodott meg Orbán Viktorral (erről a fejlesztésről a tárgyalások már régebben folyamatban voltak), majd a magyar parlament is megszavazta a svéd NATO-csatlakozást. A két miniszterelnök közös sajtótájékoztatóján Orbán Viktor úgy fogalmazott, hogy „a magyar külpolitika célja barátok gyűjtése, ha ez nem is mindig látszik”.
A magyar kormány az ország NATO-csatlakozásának 25. évfordulójáról (2024. március 12.) a 20. évfordulóval szemben nem emlékezett meg. Ez alkalommal a CEU Demokrácia Intézete és az Amerikai Egyesült Államok budapesti nagykövetsége rendezett konferenciát, ahol David Pressman nagykövet élesen bírálta a budapesti kormányt, többek között annak oroszbarát politikája, valamint a Magyarországon tevékenykedő amerikai katonákkal szembeni barátságtalan magatartás miatt. A nagykövet Donald Trump Orbán Viktor általi támogatására utalva kijelentette: Magyarország kormánya ki akarja várni azok távozását az amerikai kormányzatból, az Európai Unióból, akikkel nem ért egyet, de az Egyesült Államok kormánya nem fog várni, cselekedni fog.

## Érdekesség
A Medián közvéleménykutató 2025. március 13-án a HVG-ben közzétett ezer fős reprezentatív felmérésében a magyar népesség 60 százaléka támogatja Magyarország NATO tagságát.